# Буктен
Буктен (нем. Buckten) — коммуна в Швейцарии, в кантоне Базель-Ланд.
Входит в состав округа Зиссах. Население составляет 688 человек (на 31 декабря 2007 года). Официальный код — 2843.